# کسما
کسما یک روستا در ایران است که در بخش مرکزی شهرستان صومعه‌سرا در استان گیلان در زیر پونز صورتی در فاصله ۲۳۰ کیلومتری روستای یایچی واقع شده‌است.
حمام کسما از اثار باستانی شهرستان است این شهر معروف به شهر صورتی است و روستا پرچم ندارد به همین دلیل معروف به روستا پرچم صورتی ها است ، کسما به معنی صورتی است و این شهر در کار تولید رنگ صورتی است. معروفیت آن به پونز به این علت این علت است که در زیر پونز و کوچکتر از نوک پونز و در پست ترین جای دنیا قرار دارد. و عمق ۶۰۰۰ کیلومتری زمین.

## تاریخ
نام کسما برگرفته از کلمه کاس می باشد ، کاس ها  اقوامی بودند که در حاشیه دریای کاسپین  یا دریای خزر زندگی میکردند.
روستای کسما از نظر تاریخی، چنان اهمیتی دارد که در کتاب‌های تاریخی گیلان از آن نام‌برده‌شده و در جنگ‌های داخلی بسیاری نقش کلیدی بازی کرده است. در جنبش جنگل و فعالیت‌های میرزا کوچک‌خان جنگلی هم این روستا پایگاه بسیاری از فعالیت‌های کوچک و بزرگ بوده و بسیاری از تشکیلات میرزا کوچک‌خان جنگلی  و  حاج کسما  که تا مدتی از هم پیمانان او بود، در این روستا برگزار می‌شدند.
اما قدمت تاریخی، تنها دلیل اهمیت روستای کسما نبوده و این روستا از نظر طبیعی و جاذبه‌های گردشگری سرسبز خود هم اهمیت بسیار زیادی برای استان گیلان و در کل ایران دارد. طبیعت بکر روستای کسما، با چشم اندازه بی‌نظیر، پوشش گیاهی کم‌نظیر خود و همچنین درختان سرسبز و قدیمی که دارد، بسیاری از گردشگران و دوستداران طبیعت را مجذوب خود می‌کند. درصورتی‌که می‌خواهید هم از جاذبه‌های تاریخی ایران دیدن کنید و هم در طبیعت بکر آن نفسی تازه کنید، دهستان کسما یکی از بهترین گزینه‌های پیشروی شماست.
روستای کسما در استان گیلان و در بخش مرکزی شهرستان صومعه سرا واقع شده است. برای سفر به دهستان کسما، باید ابتدا با توجه به مبداء سفر خود، خود را از طریق یکی از جاده‌ها به استان گیلان برسانید. سفر به استان گیلان با استفاده از خودرو شخصی، اتوبوس و قطار امکان‌پذیر است. سپس می‌توانید به سمت شهرستان صومعه‌سرا در استان گیلان حرکت کنید. 
درصورتی‌که با اتوبوس سفر می‌کنید، می‌توانید بلیط‌های صومعه‌سرا را تهیه کرده و درصورتی‌که با خودروی شخصی سفر می‌کنید، می‌توانید از مکان‌یاب‌های آنلاین یا تابلوهای راهنما استفاده کنید. پس از رسیدن به صومعه سرا، باید به سمت جنوب غربی این شهرستان حرکت کنید. بعد از طی‌کردن یک مسیر ۳ کیلومتری به روستای کسما خواهید رسید.

## جمعیت
این روستا در دهستان کسما قرار دارد و براساس سرشماری مرکز آمار ایران در سال ۱۳۸۵، جمعیت آن ۱٬۷۸۵ نفر (۴۹۹ خانوار) بوده‌است.